# Stadion Uniwersytetu Hebrajskiego
Stadion Uniwersytetu Hebrajskiego (hebr. אצטדיון גבעת רם) – wielofunkcyjny stadion w Jerozolimie, w Izraelu. Obiekt należy do Uniwersytetu Hebrajskiego, swoje spotkania rozgrywa na nim także zespół Hapoel Katamon Jerozolima. Na stadionie odbyło się jedno spotkanie w ramach piłkarskiego Pucharu Azji 1964 (Korea Południowa – Hongkong – 31 maja 1964 roku, wynik: 1:0), a także ceremonia otwarcia III. Letnich Igrzysk Paraolimpijskich (4 listopada 1968 roku).